# 日本飞机制造业
本页面介绍日本的飞机制造业。

## 历史

### 战前
日本航空工业的曙光始于大正时代。与欧美相比，日本在飞机的生产上落后了，但航空器的用处在一战时就体现出来了，陆军注意到了这一点，并开始委托国内造船厂和内燃机设备制造商为西方飞机生产机身和发动机。 
在日本制造商中，中岛飞机（现为斯巴鲁）和三菱造船（后分拆为三菱飞机，新三菱重工后为现三菱重工）在军方的支持下从一开始就积极参与。早期没有日本设计师，都是请来英法两国的设计师和工程师来制作。后来，川崎飞机公司（现川崎重工）加入，昭和初期因军事需求增加，出现了10多家飞机制造商。但与欧洲和美国相比，民用飞机领域的进展缓慢。
起初，陆军和海军都让这些国内公司进行竞争性原型设计，并采用了符合他们要求的飞机（陆海军之间也有冲突），但随着每个制造商的专长领域变得清晰，军方开始任命厂家制作原型。大约在这个时候，由于与德国关系的加强，更多的机会接触到德国制造的飞机，而随着国内技术的显着增长，英法的影响几乎消失了。
抗日战争和诺门罕事变后，军方再次认识到了航空的重要性，对厂家提出了更为苛刻的要求，要生产出代表日本的优秀飞机，结果是他们提高了技术能力，并生产出优秀的飞机，如零式战斗机。。二战的爆发使得日本的航空技术达到顶峰，但随着战局的恶化，资源和燃料短缺，军方需求一再变化，征兵导致工人短缺，工厂也遭到袭击。最终，产业迅速疲惫不堪，被迫与新机种层出不穷的盟军抗争。其中包括原型机在内的几架飞机后来被称为杰作，从1910年飞机首次起飞之后仅用了35年时间，日本就能够国产喷气式飞机。

### 战后
当盟军在日本战争失败的同时进入驻扎在日本各地时，日本不仅被禁止制造飞机，而且还被禁止研究和运营失去工作的工程师和工程师流向了汽车和铁路，他们促进着那些行业的发展。 
朝鲜战争期间，美军向日本订购了战斗机的维修和零部件供应，航空业得以重振。然而，在GHQ占领结束后，飞机研制禁令时隔七年首次解除，但这个时代是一个转折点，进入了喷气式飞机、大型客机、超音速等新发动机飞机的新时代。后发的日本航空工业受到的技术打击非常大 。完全落后于时代的日本企业通过为防卫厅授权生产美制飞机零配件，获得了失去的基础技术。那些能够完全恢复的是大型公司，如三菱、富士和川崎，它们在占领期间曾试图利用其他行业生存。
将重新获得的技术与战前技术相结合，诞生了诸如T-1和YS-11之类的飞机。三菱、富士虽然独立进军商务机领域，但因销量不佳退出。因此，考虑到与自卫队相关的稳定需求，各公司决定接受通商产业省斡旋的波音飞机开发合作。此外，这些公司自占领以来一直是多行业公司，对在国内开发飞机变得犹豫不决，一方面是由于飞机开发预算保障，另一方面是为了保护其他行业或依靠其他表现良好的行业。

### 当前
随着冷战结束后的全球裁军，防卫厅的需求在未来不太可能增长，各公司正在积极努力扩大民用需求。 特别是，对小型短程客机，即所谓的支线喷气机的需求正在迅速增长，各公司正在努力增加来自海外公司的开发份额，同时计划开发自己的喷气机。 三菱重工的Mitsubishi SpaceJet和本田的本田飞机预计将进入民用飞机市场。 在国防领域，日本航空工业也在发生新的变化，大规模的项目正在进行中，包括川崎重工同时开发和大规模生产两种类型的大型喷气机，即C-2和P-1。

### 中小企业新进入
经济产业省的计划是在10年内将飞机工业的规模从目前2009年的1.2万亿日元翻一番。为实现这一目标，目前的国内生产能力不足，需要有新的公司进入市场。全国大约有30个产业集团，但大多数是由政府主导的，而一般法人协会On the Wing of OSAKA是独立运作，开展JIS Q 9100和Nadcap研讨会以及飞机工业基础研讨会，许多成员公司已经成功进入飞机工业。

## 脚注
1. 1 2 3   (PDF). 一般社団法人日本航空宇宙工業会. 2003年5月  [2023-03-20]. （原始内容存档 (PDF)于2021-01-26）.